# P'ent'ay
P'ent'ay (du guèze : ጴንጤ, P̣enṭe) est un terme en langue amharique et en tigrigna pour désigner les pentecôtistes. Aujourd'hui, le terme désigne toutes les confessions et organisations protestantes évangéliques des sociétés éthiopiennes et érythréennes. Parfois, les confessions et les organisations sont connues sous le nom de Wenigēlawī (du ge'ez : ወንጌላዊ, wängelawi « évangélique »).
Le christianisme évangélique a été introduit à l'origine par le travail missionnaire protestant américain et européen, qui a commencé au XIXe siècle parmi divers peuples, y compris des chrétiens de l'église orthodoxe Tewahedo ou d'autres branches du christianisme, ainsi que des populations non chrétiennes ou animistes. Depuis la création des églises et des organisations P'ent'ay, les principaux mouvements parmi eux ont été le pentecôtisme, la tradition baptiste, le luthéranisme, le méthodisme, le presbytérianisme, les mennonites, et les autres chrétiens protestants en Éthiopie et en Érythrée et dans les diaspora éthiopienne et érythréenne,,.

## Principales confessions
- Ethiopian Kale Heywet Church, une confession protestante évangélique charismatique aux racines pentecôtistes et baptistes. Il est associé à la Mission intérieure du Soudan, une organisation interconfessionnelle, et possède une branche érythréenne.
- Église évangélique éthiopienne Mekane Yesus, une confession luthérienne qui comprend un synode à tendance presbytérienne. L'Église évangélique érythréenne Mekane Yesus est la branche luthérienne érythréenne de cette confession protestante évangélique. La confession luthérienne éthiopienne est la plus grande confession chrétienne luthérienne non unie au monde
- Église évangélique luthérienne d'Érythrée, une confession luthérienne qui a rejoint la Fédération luthérienne mondiale en 1963.
- Ethiopian Full Gospel Believers' Church, une confession pentecôtiste.
- Église baptiste éthiopienne d'Addis Kidan, est une confession chrétienne évangélique baptiste, affiliée à l’Alliance baptiste mondiale.

Certaines communautés P'ent'ay - en particulier l'église luthérienne Mekane Yesus - ont été influencées par les églises orthodoxes, qui représentent la confession chrétienne traditionnelle éthiopienne et érythréenne dominante, mais restent pour la plupart pentecôtistes dans leur culte et leur théologie.

## Statistiques
Selon les statistiques de 2005 de la World Christian Database, en Éthiopie, les P'ent'ay couvrent un peu plus de 16 %.
Cependant, selon l'Encyclopédie chrétienne mondiale, la communauté protestante évangélique ne représente que 13,6 % de la population éthiopienne,. Selon le recensement gouvernemental de 1994, les chrétiens protestants représentent 10 % de la population (environ 7 à 8 millions aujourd'hui). Selon les registres d'adhésion et d'adhérents fournis par les différentes églises et confessions, les protestants éthiopiens revendiquent jusqu'à 18,59 % de la population du pays, ce qui est conforme aux données récentes du département d'État américain,.

## Croyances
Les évangélistes d'Éthiopie et d'Érythrée croient que l'on est sauvé en croyant en Jésus comme Seigneur et Sauveur pour le pardon des péchés. Ils croient au Père, au Fils et au Saint-Esprit, l'unique essence de la Trinité. Comme tous les autres groupes chrétiens qui acceptent les évangiles canoniques, les P'ent'ays croient également qu'il faut « naître de nouveau » (dagem meweled), comme il est écrit à plusieurs reprises dans l'Évangile de Jean, et démontré par son baptême dans le Saint-Esprit. ainsi que le baptême d'eau. La glossolalie est considéré comme l'un des signes, mais pas le seul signe, de « l'accueil du Christ », qui devrait inclure un nouveau style de vie et un nouveau comportement social.
Bien que presque toutes les branches protestantes évangéliques en Éthiopie et en Érythrée aient une ou deux différences théologiques ou des approches différentes dans l'interprétation de la Bible, les quatre grandes branches suivent les croyances communes aux chrétiens nés de nouveau. Les quatre principales confessions échangent également des pasteurs (megabi) et permettent aux prédicateurs de servir dans différentes églises lorsqu'ils sont invités (pleine communion). Les quatre églises principales et d'autres partagent et écoutent également divers chanteurs de gospel, producteurs de mezmur (musique gospel ou hymne) et chorales.